# Calino
Calino de Éfeso (Καλλῖνος, primera mitad del siglo VII a. C.) fue un poeta griego de la Época Arcaica.
Se le vincula a la polis de Éfeso, pero nada seguro puede decirse al respecto. Es uno de los más antiguos poetas elegíacos (es decir, que compusieron dísticos elegíacos formados por un hexámetro y un pentámetro); de su biografía se conoce muy poco y sólo se conservan de su obra tres fragmentos de peanes o poemas guerreros muy influidos por la epopeya en el plano de lo formal, pero novedosos en cuanto a la exhortación hacia un ejército hoplítico que lucha unido, el mayor de los cuales es de unos veinte versos. Vivió en la época de las guerras que Éfeso, ciudad jonia de Asia Menor, mantenía con un pueblo invasor que se conoce con el oscuro nombre de Cimerios, de estirpe indoirania y que entró en Asia Menor en el siglo VII a. C. Una de sus tribus, los treres, penetró en Sardes y dio muerte al rey Giges.
Μέχρις τεῦ κατάκεισθε; κότ᾽ ἄλκιμον ἕξετε θυμόν,    
ὦ νέοι; οὐδ᾽ αἰδεῖσθ᾽ ἀμφιπερικτίονας
ὧδε λίην μεθιέντες; ἐν εἰρήνηι δὲ δοκεῖτε    
ἧσθαι, ἀτὰρ πόλεμος γαῖαν ἅπασαν ἔχει.
...........................................................
καί τις ἀποθνήισκων ὕστατ᾽ ἀκοντισάτω.
τιμῆέν τε γάρ ἐστι καὶ ἀγλαὸν ἀνδρὶ μάχεσθαι    
γῆς πέρι καὶ παίδων κουριδίης τ᾽ ἀλόχου
δυσμενέσιν· θάνατος δὲ τότ᾽ ἔσσεται, ὁκκότε κεν δὴ  
 Μοῖραι ἐπικλώσωσ᾽· ἀλλά τις ἰθὺς ἴτω
ἔγχος ἀνασχόμενος καὶ ὑπ᾽ ἀσπίδος ἄλκιμον ἦτορ  
 ἔλσας, τὸ πρῶτον μειγνυμένου πολέμου.
οὐ γάρ κως θάνατόν γε φυγεῖν εἱμαρμένον ἐστὶν  
 ἄνδρ᾽, οὐδ᾽ εἰ προγόνων ἦι γένος ἀθανάτων
πολλάκι δηϊοτῆτα φυγὼν καὶ δοῦπον ἀκόντων
ἔρχεται, ἐν δ᾽ οἴκωι μοῖρα κίχεν θανάτου.
ἀλλ᾽ ὁ μὲν οὐκ ἔμπης δήμωι φίλος οὐδὲ ποθεινός,
τὸν δ᾽ ὀλίγος στενάχει καὶ μέγας, ἤν τι πάθηι·
λαῶι γὰρ σύμπαντι πόθος κρατερόφρονος ἀνδρὸς
θνήισκοντος, ζώων δ᾽ ἄξιος ἡμιθέων·
ὥσπερ γάρ μιν πύργον ἐν ὀφθαλμοῖσιν ὁρῶσιν
ἔρδει γὰρ πολλῶν ἄξια μοῦνος ἐών.

¿Hasta cuándo yaceréis? ¿Cuándo tendréis el alma valiente,
oh nuevos? ¿No sentís, de los vecinos, miedo,
así en exceso dejándoos? En paz estimáis encontraros;
con todo eso, la guerra tiene la tierra toda,
........................................................
y sus dardos, por último, alguien muriendo arroja.
Pues, para el hombre, honorable es combatir, y magnífico,
por la tierra y los hijos y la mujer legítima,
a los hostes. Será entonces la muerte justo allí, cuando
las Moiras lo hilen. Pero vaya, cada uno, recto,
levantando la lanza y, tras el escudo, el ánimo fuerte
reuniendo, en cuanto el choque comience de la guerra.
Pues no está fijado que el hombre huya en algún modo a  la muerte,
aunque linaje sea de abuelos inmortales.
Muchas veces, tras huir la pugna y el fragor de los dardos,
vuelve, y halla en su casa la Moira de la muerte.
Pero éste, sin embargo, no amado ni deseable es al pueblo.
Al otro, si algo sufre, lo lloran chico y grande.
Para toda la gente, pues, del hombre esforzado hay lamento
si muere, y es, si vive, de semidioses digno;
como una torre, pues, lo miran de sus ojos delante,
pues cumple, siendo uno, cosas de muchos dignas.
Fragmento 1 (1D) Traducción de Rubén Bonifaz Nuño.
Con sus poemas, Calino daba ánimos, como Néstor en la Ilíada, a los combatientes jonios para expulsar a los extranjeros de la patria: "Quien es mortal, camina hacia la muerte".

## Traducciones
- Juan Manuel Rodríguez Tobal: El ala y la cigarra. Fragmentos de la poesía arcaica griega no épica. Edición bilingüe. Hiperión, Madrid, 2005.
- Carlos García Gual: Antología de la poesía lírica griega. Alianza Editorial. Madrid.
- Joan Ferraté: Líricos griegos. Ed. El Acantilado. Barcelona.
- Emilio Suárez de la Torre: Antología de la lírica griega arcaica. Ed. Cátedra. Madrid.
- Emilio Suárez de la Torre: Yambógrafos griegos. Ed. Gredos. Madrid.
- Francisco Rodríguez Adrados: Líricos griegos elegiacos y yambógrafos arcaicos . Edición bilingüe. Ed. Alma Mater.
- Rubén Bonifaz Nuño: Antología de la lírica griega. Edición bilingüe. Universidad Nacional Autónoma de México.